# ウィリアム・リチャードソン・ディビー
ウィリアム・リチャードソン・デイビー（英:William Richardson Davie、1756年6月22日 - 1820年11月5日）は、1798年から1799年までのアメリカ合衆国ノースカロライナ州知事である。連邦党員であり、アメリカ合衆国建国の父の一人に数えられることがある。

## 生い立ち
デイビーはイングランドのカンバーランド州エグレモントで生まれ、1764年にその両親アーチボルドとメアリー・リチャードソンのデイビー夫妻と共に北アメリカに移住した。家族は直ぐに「ワックスホー」地域、現在のサウスカロライナのランカスター郡で農夫として一家をなした。そこでは母のメアリーの兄弟、ウィリアム・リチャードソンが既に入植しており、著名な長老派教会の牧師となっていた。若いときのデイビーはこの叔父の影響を強く受け、特に1767年に母が死んだ後は強まった。リチャードソン牧師はその牧師館がデイビー家の領地の隣にあり、甥にたいして宗教的な教導を与え、近くの教会学校で少年のための基礎的かつ現世的な教育を施したと考えられる。伝記的記録に拠れば、デイビーは15歳の時にノースカロライナに移動し、シャーロットのクィーンズ・カレッジで高等教育を受けた。1771年に短期間存在した学校で彼の受けた教育を確認できる当時の記録は残っていないが、1774年にニュージャージー大学（後のプリンストン大学）に入学したという記録がある。
デイビーの北部の大学における生活は、当時加速度的にイギリスとの恒久的な結び付きを絶とうとしていたニュージャージーやその他の植民地のためにあったので、デイビーにとってその後の方向を決定付けるものになった。フィラデルフィアにおける大陸会議での激しい議論や、反逆者とイギリス寄りの者との間の武装し流血のある闘争に関する報告を受けたことがデイビーに強く影響し、彼や多くの級友に、高まりつつあるアメリカの民族主義、共通の目的およびイギリスに対する戦闘に参加したいという望みを吹き込むことになった。
1776年7月、フィラデルフィアの代議員達がアメリカ独立宣言に署名したという報せは、最終的にデイビーやその仲間の学生にその感情のままに行動することに拍車を掛けた。その教師達の反対もあったが、その夏に学生達は学校で志願兵中隊を組織し、プリンストンからエリザベス（当時はエリザベストン）までの37マイル (59 km)を行軍して、ジョージ・ワシントン軍の分遣隊に合流した。軍隊の日々の生活における厳しさや退屈さによって直ぐに学生達の愛国的情熱を冷まし、彼らは間もなく大学に戻った。その後間もない10月、デイビーはニュージャージー大学での教育課程を修了し、学士の称号を受けた。

## 独立戦争および戦後の時代
ニュージャージーを去った後、ノースカロライナのサリスベリーで、後にアンドリュー・ジャクソンに独自の法律の訓練を施したスプルース・ムーコイに付いて法律の勉強を始めた。1778年12月、デイビーはサリスベリーを離れ、ノーザンプトン郡のアレン・ジョーンズ准将に指揮される1,200名の民兵隊に加わった。イギリス軍による攻撃が予測されていたので、ジョーンズ隊はチャールストンに向かい、その港湾市の防衛準備を支援することを意図した。この脅威が去り、デイビーやジョーンズ隊の残りの者達は南のカムデンまで行軍した後でノースカロライナに戻った。
デイビーはサリスベリーで勉強を再開したが、1779年の春、再び勉強を中断して軍隊に入った。この時、デイビーは既存の軍隊に志願したわけではなく、地元の騎兵隊を立ち上げ訓練することを助けた。「サリスベリー地区騎兵中隊」を立ち上げた功績で、ノースカロライナ邦知事リチャード・カズウェルから4月に中尉の任務を授けられた。デイビーはその下級士官の位に長くは留まらなかった。1779年5月、デイビーとその中隊は、その年早くにチャールストン周辺のアメリカ守備軍を強化するためにペンシルベニアからサウスカロライナに配転されたカジミエシュ・プワスキ将軍の軍団に配属された。プワスキの下でデイビーは少佐に昇進し騎兵旅団の指揮を任された。1779年6月20日、23歳の誕生日の2日前にチャールストン郊外のストノフェリーの戦いでイギリス軍に対する攻撃を率いた。デイビーはこの戦いで太腿に重傷を負って落馬し、かろうじて捕虜になることを免れた。その傷から快復するあいだはサリスベリーに戻って法律の勉強を再開した。間もなく試験にも合格し、1779年11月にサウスカロライナで法律実務を行う免許を得た。翌年の晩春から夏にかけて、十分に傷も癒えたデイビーは独立した騎兵隊を組織した。1780年の夏はこの騎兵隊を率いて幾つかの戦闘に参戦した。
ハンギングロックの戦いの直ぐ後で、ホレイショ・ゲイツ将軍の指揮する新しい軍隊がサウスカロライナに入ってきたという報せを受けた。1780年8月16日のキャムデンの戦いでゲイツは完敗した。大陸軍は懸命に戦ったが、その軍に付いていた民兵は戦いが始まるとほとんど交戦もせずに逃亡した。ゲイツと残った兵士達はサウスカロライナに後退した。デイビーはわずかの差でこの戦いに間に合わなかった。ゲイツやアメリカ軍の残兵と共に北へ撤退する代わりに、南の敵のいるあたりやキャムデンに移動し、物資用荷馬車を回収し、敵の動きに関する情報を集めた。キャムデンとキングスマウンテンの戦いの間の1780年10月、デイビーの騎兵隊はイギリス軍と大陸軍の残存部隊の間にいる唯一の破壊されていない軍隊だった。
恐らく騎兵士官としてのデイビーの最も大胆不敵な行動は、1780年9月26日のシャーロットの戦いでのことだった。アメリカ軍の撤退を支援し、イギリス軍のノーズカロライナ侵攻を遅らせる命令を受け、このとき大佐になっていたデイビーとその150名の騎兵隊は、当時小さな村だったシャーロットに防御陣を布いた。部隊の数人は下馬させて町の中心にある丘の頂上にある石の壁の背後に陣取らせた。他の下馬した兵士達は騎兵の予備兵とともに側面に散開させた。正午ごろチャールズ・コーンウォリス将軍が指揮するイギリス軍が現れた。コーンウォリス軍は少なくとも2,000名の正規兵とロイヤリストだった。デイビーとその部隊はイギリス軍の騎兵や右翼に動いた歩兵と3度交戦した後で北方へ後退した。コーンウォリスはその結果シャーロットを占領したが、2週間足らずしかそこに留まらず、1780年10月7日にキングスマウンテンの戦いで後背地の民兵隊によってイギリス軍とロイヤリストの部隊が敗北した報せを受けた後で「スズメバチの巣」から軍隊を引き上げた。コーンウォリス軍がサウスカロライナに撤退したので、デイビーはその部隊に敵部隊を尾行して小競り合いを演じ、その通信線を混乱させて妨害した。
独立戦争におけるデイビー大佐の軍歴は1780年12月以降劇的に変化した。ナサニエル・グリーン将軍がノースカロライナに到着し「南部方面」のアメリカ軍の指揮に就いた。シャーロットに本部を置いたグリーンは、コーンウォリスがノースカロライナに戻ってきたときに備えて、兵士達のための食糧や装備を切に必要としていた。デイビーの指導力や地域の地形と住人に関する知識がグリーンの注目を引き、1781年1月に経験を積んだ騎兵士官であるデイビーを説得して、野戦士官の任務を諦め、兵站総監として働かせることになった。独立戦争の最終段階をデイビー大佐はその職に就いて、グリーン将軍のいつも物資を必要とする軍隊、さらにノースカロライナの民兵隊のために物資を配置し、組織し輸送するという大変だが報われない任務を果たして過ごした
戦後、デイビーは巡回裁判所の弁護士と雄弁家としてノースカロライナで傑出した存在になった。1786年から1798年まで何度もノースカロライナ州下院議員に選ばれた。1787年にはアメリカ合衆国憲法制定会議の代議員を務め（憲法に署名する前に会議を去った）、1788年から1789年に掛けてはノースカロライナの合衆国憲法批准会議でその成立のために動いた。
デイビーは1798年に議会によってノースカロライナ州知事に選出された。その任期の間に州はサウスカロライナや西方のテネシー州との境界問題を決着させた。1799年にジョン・アダムズ大統領からフランスでの平和交渉に務めるよう協力を求められて知事職を辞任し、二国間協議は1800年の協定で決着した。
デイビーは州兵や新たに結成されたアメリカ陸軍での活動を続けた。1797年のフランスとの危機の際には州兵隊に勤め、アメリカ陸軍ではアダムズ大統領から准将に任命された。ノースカロライナに戻ってからは連邦党員として政治活動を続けた。1803年にはアメリカ合衆国下院議員選挙に出馬し、ウィリス・アルストンに対抗した。アルストンは1798年に連邦党員として選出され、ジェファーソンが大統領になると民主共和党に鞍替えしていた。デイビーはこの選挙で敗北し、さらに1804年の選挙では非公式の書き込み選挙運動でアルストンに次いで次点だった。

## ノースカロライナ大学の設立
デイビーはノースカロライナ州議会の議員としてノースカロライナ大学チャペルヒル校の認可法案を提案した。大学の創設者として認識され、1789年から1807年までその理事を務めた。また1811年には大学としては初めての名誉法学博士号を受け、「大学の父」の称号を与えられた。伝説にもなっているが、デイビーが1790年代に馬を繋ぎ、その場所をノースカロライナ州の最初の州立大学のために選定したその「デイビーのポプラ」がキャンパスにある。

## その後の人生
1805年から1806年、デイビーはアメリカ合衆国下院議員選挙に出馬して落選し、公的な生活から身を引いて、サウスカロライナ州にある領地チボリに隠棲した。1812年アメリカ合衆国大統領選挙のとき、バージニア州の連邦党員は大統領候補デウィット・クリントンに対する支持を拒絶し、大統領選挙人にはルーファス・キングを大統領に、デイビーを副大統領に投票させた。この連邦党の候補者戦略は大差で敗れた。後の米英戦争の間、デイビーは軍隊に仕えたが、ジェームズ・マディソン大統領からのアメリカ軍指揮官就任の申し出は辞退した。
デイビー将軍は馬のサラブレッド種に強い興味を持った。1809年、アメリカの競馬界では「ターフのナポレオン」として広く知られたノースカロライナ州生まれのウィリアム・ランソム・ジョンソンから優勝した競走馬を購入した。その馬「サー・アーチー」に当時の価格として5,000ドルという大金を払った。この価格はその馬の偉大さとアメリカの競走馬の種馬になるという見込みを反映していた。1世紀半近く後の1955年、サー・アーチーの名声を示す証拠として、ニューヨーク州サラトガ・スプリングズにあるアメリカ競馬名誉の殿堂博物館に入れられた一等級の馬の中にこの種馬が入った。
デイビーは1820年に自分のチボリ農園で死んだ。アレン・ジョーンズの娘で、1782年に結婚した妻のサラ・ジョーンズには先立たれていた。デイビーはサウスカロライナのオールド・ワックスホー長老派教会に埋葬されている。1802年に39歳で亡くなった妻のサラはノースカロライナ州ハリファックスのオールド・コロニアル墓地に埋葬されている。
1836年に創設されたノースカロライナ州デイビー郡は彼の記憶に因んで名付けられた。ノースカロライナ州ロアノーク・ラピッズのウィリアム・R・デイビー中学校も彼の記憶に因んで名付けられた。